# Канавина (Беневенто)
Канавина је насеље у Италији у округу Беневенто, региону Кампанија.
Према процени из 2011. у насељу је живело 31 становника. Насеље се налази на надморској висини од 401 м.